# Cliché

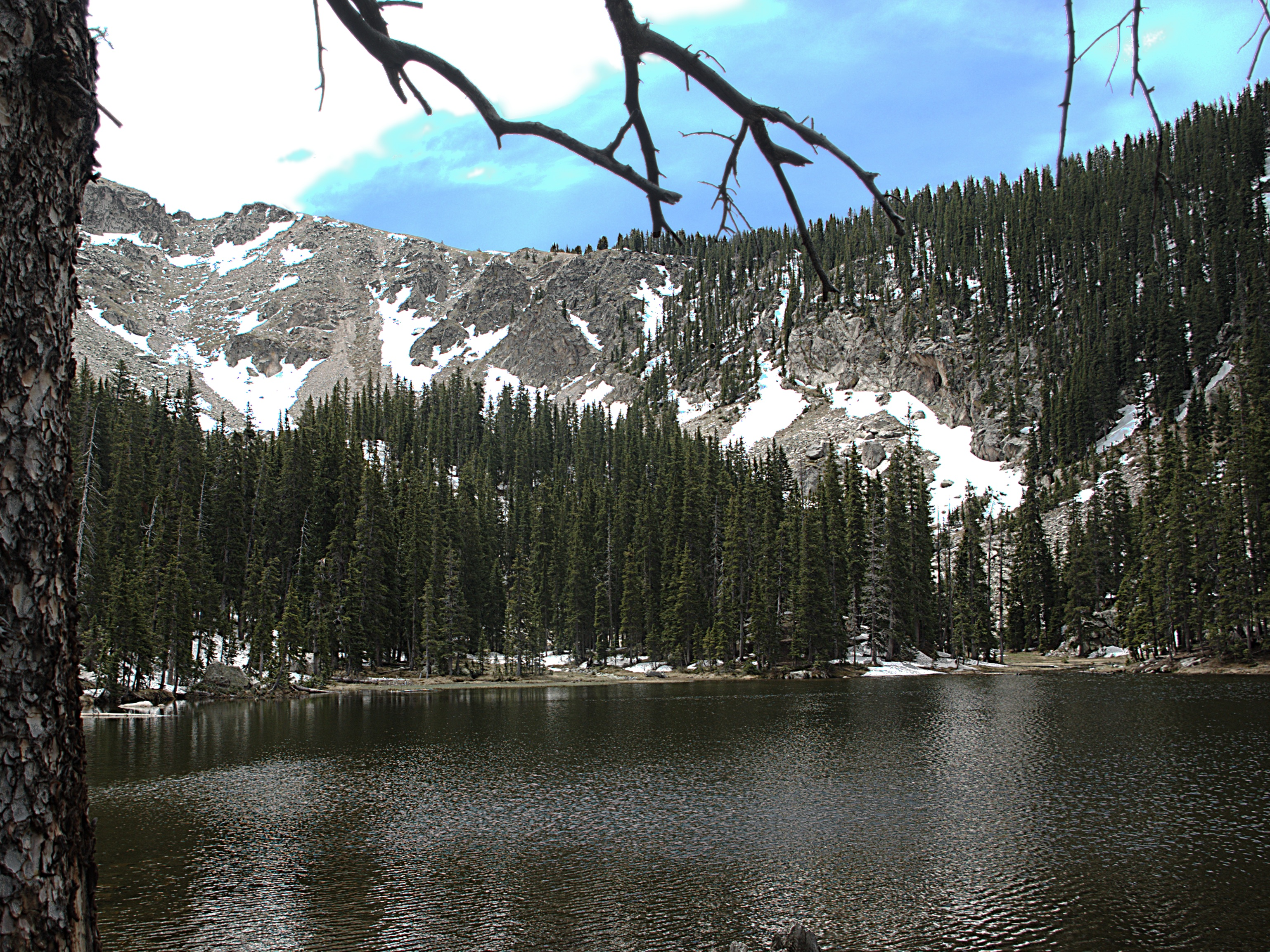
Wykorzystanie elementów natury jak gałąź drzewa, aby „obramować” scenę z krajobrazem może być uznawane za cliché

Cliché – komunał lub stereotyp myślowy, wyrażenie, pomysł lub element pracy artystycznej, który jest używany tak często, że traci swoje oryginalne znaczenie lub efekt, szczególnie jeśli wcześniej uznawany był za nowy i znaczący. W kulturze masowej termin jest używany do opisywania czynności, wydarzeń lub pomysłów, które są przewidywalne. Niektóre cliché są po prostu stereotypami, inne mogą być truizmami.
Wyraz został zaczerpnięty z języka francuskiego, gdzie określa się nim płyty wykorzystywane przez zecerów przy druku tradycyjnym (por. klisza). Dla często używanych wyrazów przygotowywano specjalne płyty, na których znajdował się cały wyraz gotowy do powielenia.